# Carl Bolle
Carl August Bolle ( 21 de noviembre de 1821 - 17 de febrero de 1909) fue un ornitólogo y botánico alemán, natural de Berlín.
Estudió Medicina y Ciencias naturales en su ciudad natal y en Bonn. Visita Cabo Verde y las Canarias entre 1852 y 1856, escribiendo Mein zweiter Beitrag zur Vogelkunde der Canarischen Inseln en 1857.
Funda en 1867 la Sociedad Ornitológica Alemana (Deutsche Ornithologen-Gesellschaft).

## Algunas publicaciones
- carl Bolle. 1865. Sopra una nuova specie italiana di tazzetta (Narcissus aschersonii). Ed. Societá italiana di scienze naturali. 8 pp.
- -------------. 1854. Bemerkungen über die Vögel der Canarischen Inseln. 16 pp.

### Libros
- carl Bolle. 2010. Andeutungen über die freiwillige Baum- und Strauchvegetation der Provinz Brandenburg (Acerca de árboles de las alusiones y vegetación arbustiva de la Provincia de Brandenburgo). Edición reimpresa de Kessinger Publishing, LLC, 194 pp. ISBN 1160299900
- -------------. 1898a. Die Kosmier. Editor Steiger, 447 pp.
- -------------. 1898b. Die Erfolge der Radikaloperation der Encephatocele. Editor Friedrich-Wilhelms-Universität zu Berlin, 32 pp.
- friedrich Drosihn, carl Bolle, friedrich Polle. 1897. Deutsche Kinderreime und Verwandtes. Aus dem Munde des Volkes vornehmlich in Pommern gesammelt. Editor B. G. Teubner, 209 pp.
- carl Bolle. 1892. Florula insularum olim Purpurariarum, nunc Lanzarote et Fuerteventura cum minoribus Isleta de Lobos et la Graciosa. 28 pp.
- -------------. 1886. Baum- und Strauchvegetation. Editor Märkisches Provinzial-Museum der Stadtgemeinde Berlin, 80 pp.
- -------------, ludwig Wittmack. 1881. Deutsche Gartenkunst - Wissenschaft und Praxis. Aus der Cultur und Pflege des Gartens. Editor Halm & Goldmann, 611 pp.
- berthold Seemann, carl Bolle. 1863. Die Palmen. Populäre Naturgeschichte derselben, nebst Verzeichnisse aller bekannten und in Gärten eingeführten Arten. 2ª edición de Engelmann, 368 pp.
- carl Bolle. 1846. De vegetatione alpina in Germania extra alpes obvia: diss.

## Honores

### Epónimos
Especies animales
- paloma turqué (Columba bollii) de la laurisilva canaria fue llamada así en su honor por Frederick DuCane Godman.

Especies vegetales
- (Agavaceae) Agave bollii A.Terracc.[1]
- (Asteraceae) Cacalia bolleana (Sch.Bip. ex Seem.) Kuntze[2]
- (Begoniaceae) Begonia bolleana Urb. & Ekman[3]
- (Brassicaceae) Matthiola bolleana Webb ex Christ[4]
- (Campanulaceae) Lobelia bollii E.Wimm.[5]
- (Iridaceae) Iris bolleana Siehe[6]
- (Lamiaceae) Leucophae bolleana Bornm. ex G.Kunkel[7]
- (Lamiaceae) Salvia bolleana de Noé ex Bolle[8]
- (Salicaceae) Populus bolleana Mast.[9]
- (Theaceae) Cleyera bolleana (O.C.Schmidt) Kobuski[10]

## Abreviatura (zoología)
La abreviatura Bolle  se emplea para indicar a Carl Bolle como autoridad en la descripción y taxonomía en zoología.

- La abreviatura «Bolle» se emplea para indicar a Carl Bolle como autoridad en la descripción y clasificación científica de los vegetales.[11]